# Pronophaea natalica
Pronophaea natalica là một loài nhện trong họ Corinnidae.
Loài này thuộc chi Pronophaea. Pronophaea natalica được Eugène Simon miêu tả năm 1897.